# 特默尔德
特默尔德，是匈牙利沃什州所辖的一个村，总面积15.36平方公里，总人口272，人口密度17.7人/平方公里（2010年1月1日）。